# 1768

## Събития
- 22 май – мореплавателят Луи Антоан де Бугенвил открива остров Пентекост.

## Родени
- февруари – Хрисант Константинополски, цариградски патриарх
- 12 февруари – Франц II, император на Свещената Римска империя и първи император на Австрийската империя
- 21 март – Жан Батист Жозеф Фурие, френски математик и физик
- 10 юли – Хендрик Вогд, нидерландски художник
- 27 юли – Шарлот Корде,
- 4 септември – Франсоа Рене дьо Шатобриан, френски писател и политик
- 21 ноември – Фридрих Шлайермахер, германски теолог

## Починали
- 19 април – Каналето, италиански художник